# Tauriac (Gironda)
Tauriac è un comune francese di 1 298 abitanti situato nel dipartimento della Gironda nella regione della Nuova Aquitania.

## Società

### Evoluzione demografica
Abitanti censiti